# NGC 7543
NGC 7543 (również PGC 70785 lub UGC 12450) – galaktyka spiralna (Sbc), znajdująca się w gwiazdozbiorze Pegaza. Odkrył ją Édouard Jean-Marie Stephan 19 września 1878 roku.